# Google Pay Send
Google Pay Send（前身为Google钱包）是一项由Google开发的对等银行业务，其业务是让人们从手持设备或台式电脑免费转账收款。设置过程中，Google Pay账户必须关联到美国或英国境内现存的储蓄卡或银行账户。Google Pay Send可以通过Google Pay Send与Gmail的應用程式使用。此应用程序对搭载Android 4.0及以上设备或运行iOS 7.0或以上的设备可用。
自2018年到2020年，Google Pay与Google钱包整合为名叫Google Pay的单一支付系统。 而包含在Google Pay内的Google Pay Send功能替代了Google钱包服务。
2022年5月，Google於Google I/O大會上宣布全新的Google錢包將取代Google Pay Send，並在7月18日推出，支援存放多種電子票證。

## 服务
Google Pay的目标是让客户与他人相互转账。首先，Google Pay用户需要输入收款人的电子邮件地址或手机号码。随后，收款人必须关联手机号或电子邮件地址到银行账户收款。若收款人同样拥有Google Pay账户，款项将直接打入其账户。
用户在钱包账户创建时最多可关联两个银行账户。接收款项将进入Google Pay余额并保持直到用户决定提取到绑定的银行账户为止。
Google Pay应用程序在Google Play和App Store上均可免费获取。在下载应用程序之后，用户为管理其Google Pay账户首先需要创建4位的個人識別碼（PIN）。PIN码验证在用户手持设备上钱包应用程序的访问权限。
在Google Pay Send于2016年6月30日停止服务前，Google钱包卡由Cirrus承认并由万事达卡经营（并非由Visa所经营的PLUS）。
2017年九月，Google在美国外的印度启动了首个主要支付服务——Tez。

## 历史

### 早期历史

2015年使用的 Google Wallet 原图标

Google在2011年5月26日的记者招待会上展示了原始版本服务。2011年9月仅在美国发布了首个应用。
2013年5月15日，Google宣布将Google钱包与Gmail的整合，这使得用于用户可用通过发送Gmail附件转账。虽然Google钱包仅在美国可用，但Gmail整合在美国与英国均可用。

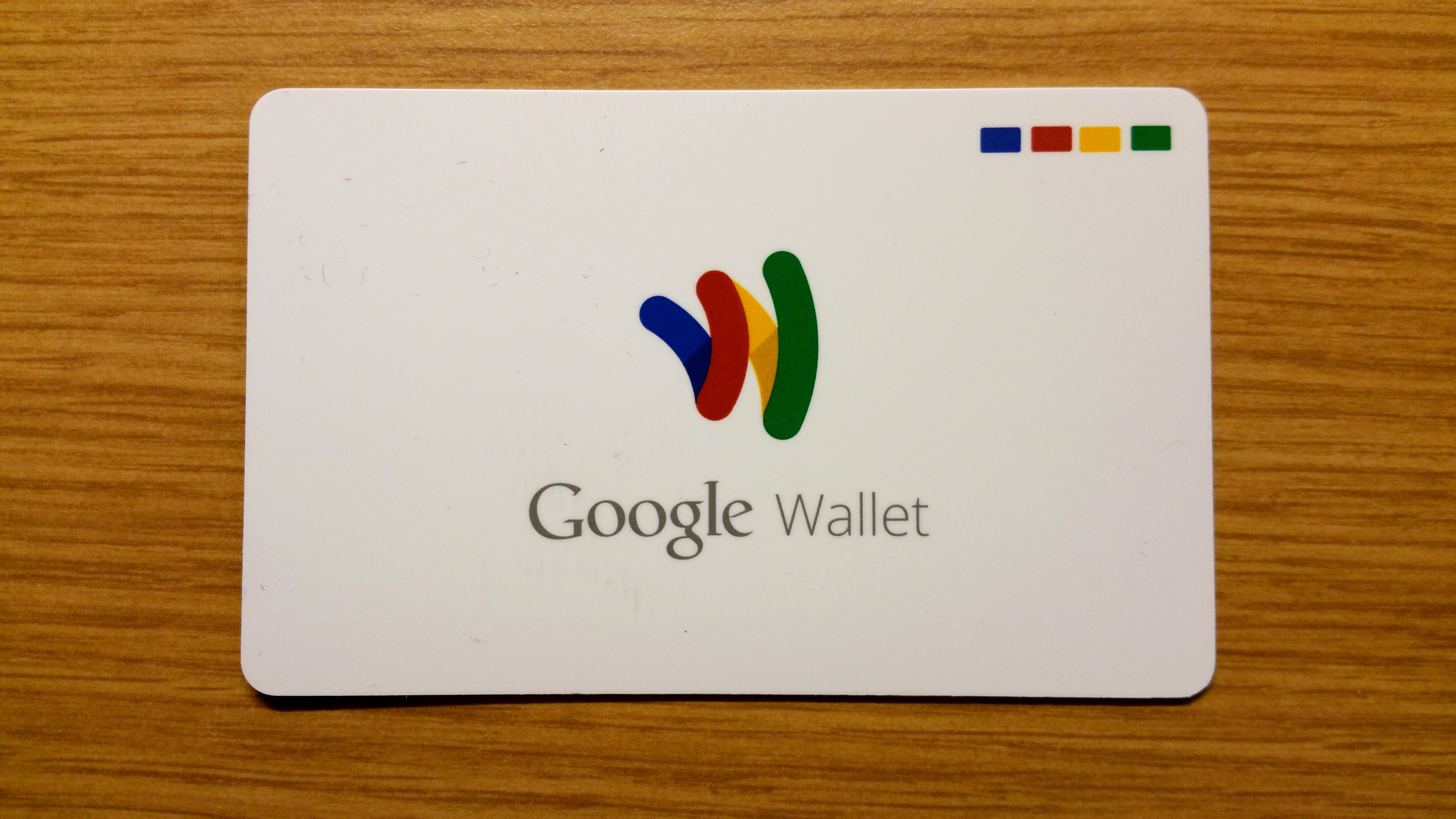
实体Google钱包卡

实体Google钱包卡为应用程序的额外选项，它同样允许用户通过在销售点（实体店或在线支付）从他们的Google钱包账户所绑定的储蓄卡或银行账户提款进行支付。卡片同样可以无需Google的相关费用使用ATM提款，也可实际上作为储蓄卡使用，包括租车在内的事务等。钱包卡于2016年6月30日停止服务，并用Google Pay替代。
Google钱包的原始版本允许用户使用移动设备上的近場通訊（NFC）功能进行销售点支付。从2015年九月起，Google从Google钱包中移除了NFC功能，仅允许用户通过Google Pay使用NFC，即仅对Android用户可用的另外一个应用程序。结果导致Google钱包旧版本中提供的任何礼品卡、忠诚计划与促销优惠均不可用。对于Android用户而言，这些优惠与礼品卡自动转入Android Pay中。对于iOS用户，Google为用户提供了导出优惠为替代用途的指引。没有NFC技术问题的汇报。

### 与Android Pay的区别
2015年2月23日，Google宣布其将收购由运营商支持的竞争者Softcard的知识产权并整合入Google钱包中，而美国移动网络运营商AT&T Mobility、T-Mobile US与威訊無線将捆绑Google钱包应用程序至他们的设备中。这一有效合并形成了通常所说的Google Pay，给Apple Pay与相似的NFC移动支付服务增添了一位新的竞争对手。
与Android Pay不同，Google钱包允许如在平摊费用或债务、追踪共同支出或作为礼物或借款转账等情况下对等交易。
Android Pay只对Android用户可用，而Google钱包可通过在Gmail在iOS上可用。对于使用Android的用户，两样产品（Android Pay与Google钱包）合二为一将提供一套综合的支付管理系统，一个“管理银行账户的工具”。用户可以关联他们的银行账户或储蓄卡至Android Pay与Google钱包应用。以这种方法，用户可以从一个来源管理其财富，并有以下几种特性：
- 点击手机即可完成销售点支付（通过Android Pay）
- 无手续费向其他人转账收款（通过Google钱包应用程序）
- 追踪收支（通过可选的Google钱包卡）

## 经营模式
Google不向用户收取使用Google钱包的费用。转账与收款均为免费，通过绑定的银行账户向钱包卡增值同样免费。但用户向钱包余额增值、从关联的账户或银行卡提款、或向其他用户转账收款等行为存在限制。这些限制于每次交易与特定时间周期时进行设置。此前，Google要求在通过储蓄卡增值时收取2.9%手续费，但又在2016年5月2日宣布取消这一费用。
从钱包余额、储蓄卡或关联的银行账户所转出的资金通常立刻对收款人可用，而如果收款人有着自己的钱包账户与钱包卡的话，收款人将立刻可以从ATM中提出这些资金。若资金从发款人的钱包余额转出，余额将立刻显示出转款后的改变。虽然通过绑定的银行账户的提款将在24小时内显示为“等待中”，但款项都将花费两到三天实际进入账户。
Google虽然并没有从钱包生态系统（网页服务、应用程序以及钱包卡）中获得收益，但产品本身是一个更大的电子商业套组的一部分，包括Android Pay，将来自其他业务的忠诚计划和促销活动整合在一起。

## 安全性
Google钱包通过在安全服务器上存储用户数据并通过工业标准的SSL（加密套接字协议层）技术加密所有的支付信息保护支付凭据。应用程序内从不显示完整的信用卡及储蓄卡信息。所有的Google钱包用户均强制需要PIN码来保护访问钱包账户。支付PIN码用于：
- 在移动设备上获取Google钱包应用的访问
- 使用Google钱包卡进行销售点付款
- 在ATM处使用Google钱包卡提取现金

Google同样建议为额外安全在移动设备上设置密码。
某些情况下，用户需要验证他们的身份进行特定交易。若被提示，用户将访问钱包网站并跟随指引确保他们的真实身份。这是对需要支付提供商确保客户身份的美国联邦存款保险公司财务条例的坚守。
若Google钱包卡遗失或被盗走，用户可以立刻通过登录myaccount.google.com取消对卡片的使用。Google同样允许若用户怀疑卡片丢失的情况下通过暂时锁定卡片以提供额外灵活性。在未授权的交易中，Google钱包欺诈保护涵盖了100%确定的美国境内于交易后120天内所汇报的非授权支付。仅有有着钱包账户且关联了美国地址的美国公民有资格受此政策的保护。

### 批评
有关Google钱包的早期版本（2012年），一项由安保公司Nowsecure所做的分析揭露出部分由Google钱包存储的卡片信息可在应用程序外被访问。这标明骇客可以通过Android系统上监控应用程序使用的Google分析窃听以截取数据。由同一家公司先前所做出的分析揭露出已修复的其他一系列漏洞。

## 隐私
隐私包括存储支付信息、支付详情、支付尝试以及由Google无限期存储的其他信息。Google钱包称为“Google支付隐私通知”的隐私策略支出许多数据被存储但不可在除了特定情形下被分享出Google外。注册可能收集的信息包括信用卡或储蓄卡号与过期日、地址、手机号码、出生日期、社会保险号或纳税人编号。可能于交易时通过Google钱包收集的数据包括日期、时间、交易金额、商店位置和描述、支付的商品或服务、任何与交易相关的用户照片、发款人与收款人的姓名与电子邮件地址、所使用的支付方法和描述交易的原因（若包含在内）。
这些有关用户交易的个人信息存储对一家从数据中获得大多数收益公司具有显著的经济价值，但用户了解其政策是具有争议性的。收集的信息与Google的附属企业共享，意味着其他由Google公司拥有与控制的公司均可用这些数据作为每日的商业用途。他们提供决定退出与这些附属公司共享数据的特定选项。Google声称其只会在以下情况下与除Google外的企业与个体共享数据：
- 在Google隐私策略允许的情况下
- 有必要处理您的交易并维护您账户的情况下
- 完成由第三方提供的服务注册的情况下

## PayPal诉讼案
在Google钱包于2011年启动后不久，PayPal提交了对Google及两名前PayPal员工——奥萨马·贝迪尔（Osama Bedier）与斯蒂芬妮·蒂尼斯（Stephanie Tilenius）的诉讼。诉讼称是对Paypal“贸易秘密的侵占”与“信托责任的违反”。诉讼显示出Google为发展移动设备支付与PayPal谈判了近两年。但就当政策快要签订时，Google补偿并雇佣了谈判政策的PayPal执行官贝迪尔。诉讼注解贝迪尔了解PayPal对移动支付的所有未来计划与内部对Google在此领域的详尽弱点分析。不仅如此，诉讼指责贝迪尔存储“在其非PayPal计算机、非PayPal邮件账户及称为‘Dropbox’的远程计算服务上存储机密信息”。
Google于2006至2013年间经营PayPal的竞争对手Google Checkout。2011年，Google钱包替代了Checkout服务，并于2013年停止了Checkout的研发。

## 另请参阅
- Apple Pay
- Apple钱包
- LG Pay
- Microsoft Pay
- 三星智付
- Cash App
- Venmo